# هيكارو ناوموتو
هيكارو ناوموتو (猶本 光) (3 مارس 1994 في أوغوري في اليابان – )؛ هي لاعبة كرة قدم كانت تلعب كلاعب وسط. ولعبت مع منتخب اليابان لكرة القدم للسيدات.

## وصلات خارجية
- هيكارو ناوموتو على موقع الاتحاد الدولي (مؤرشف)  (الإنجليزية)
- هيكارو ناوموتو على موقع إي إس بي إن إف سي (الإنجليزية)
- هيكارو ناوموتو على موقع قاعدة بيانات كرة القدم.إي يو (الإنجليزية)
- هيكارو ناوموتو على موقع Soccerbase.com (لاعب) (الإنجليزية)
- هيكارو ناوموتو على موقع Soccerway.com (الإنجليزية)
- هيكارو ناوموتو على موقع عالم كرة القدم.نت (الإنجليزية)